# (101429) 1998 VF31
(101429) 1998 VF31は、火星横断小惑星である。1998年11月13日にソコロでリンカーン地球近傍小惑星探査により発見された。

## 概要
(101429) 1998 VF31は数少ない火星のトロヤ群の小惑星である。火星のトロヤ群には他にエウレカや(311999) 2007 NS2、(121514) 1999 UJ7の3つがあり、(121514) 1999 UJ7はL4、その他はL5に位置する。